# Zygmunt Brachocki
Zygmunt Brachocki – polski lekkoatleta, specjalizujący się w biegach sprinterskich.

## Osiągnięcia
- Mistrzostwa Polski seniorów w lekkoatletyce (2 medale)[1]
  - Wilno 1936
    - złoty medal w sztafecie 4 × 400 m
    - brązowy medal w biegu na 400 m